# Džiddú Krišnamúrti
Džiddú Krišnamúrti (25. května 1895, Madanapalli, Indie, stát Tamilnádu – 17. února 1986, Ojai, USA, stát Kalifornie) byl indický filozof a básník. Patří k nejvýznamnějším duchovním učitelům 20. století. Svým neformálním přístupem se řadí k učitelům života, jako byli Henry David Thoreau nebo Albert Schweitzer.

## Život

### Krišnamúrti a Theosofická společnost
Džiddú Krišnamúrti se narodil v jižní Indii ve městě Madanapalle v chudé bráhmanské rodině. Jeho otec Džiddu Narayaniah zastával funkci na finančním úřadě pod britskou správou. Matka Sandžívamma byla duchovně založená žena, zcela oddaná své rodině a uctívání boha Kršny
V roce 1909 si malého Krišnamúrtiho a jeho bratra všiml Charles W. Leadbeater, spolupracovník prezidentky Theosofické společnosti Annie Besantové. Krišnamúrti ho zaujal svou čistou osobností údajně prostou ega. Krišnamúrti společně se svým mladším bratrem byl nadále vychováván pod vedením Annie Besantové, aby byl připraven na svou úlohu Světového učitele. Objevem malého Krišnamúrtiho bylo završeno usilovné hledání theosofů, kteří pátrali po Mesiáši. Duchovní matka Theosofické společnosti Helena Blavatská totiž prohlásila, že budoucí buddha Maitréja se v následujících letech projeví v lidském těle a Theosofická společnost se měla postarat o přípravu světa na tuto událost.
V roce 1912 byl Krišnamúrti prohlášen za novodobého Mesiáše, v důsledku čehož došlo k rozkolu uvnitř Theosofické společnosti, z které se odštěpila Anthroposofická společnost v čele s Rudolfem Steinerem. Krišnamúrtiho přívrženci se sjednotili do řádu Hvězdy východu.

### Změna po rozpuštění Hvězdy východu
Avšak po smrti svého bratra v roce 1929 se Krišnamúrti odmítl nadále účastnit jakékoli náboženské činnosti Hvězdy východu a tento řád rozpustil, jelikož dospěl k závěru, že hledání pravdy nelze organizovat. Jako svůj základní cíl si vytyčil pěstování osobní svobody jedince, jež je předpokladem pro nalezení pravdy. Krišnamurtí dalších 60 let po rozpuštění řádu cestoval po světě a přednášel o svém pojetí života. Také inicioval zakládání nadací, které měly sloužit k tomu, aby organizovaly jeho přednášky, publikovaly jeho díla, provozovaly školy a poskytovaly možnosti pro studium a meditaci.
Po poslední přednášce konané začátkem ledna roku 1986 v Indii se začal zhoršovat Krišnamurtího zdravotní stav. Lékařská diagnóza stanovila rakovinu slinivky a jater. Na svoji žádost byl převezen do svého oblíbeného sídla v Ojai, jelikož chtěl umřít ve svém prostředí bez umělého prodlužování života. Nedlouho poté Krišnamurtí umírá.

### Krišnamurtiho duchovní odkaz
Základem Krišnamurtiho filozofie je improvizace, která se cílevědomě vyhýbá nepružnosti zavedených termínů. Krišnamurti odmítá uzavřené filozofické či náboženské systémy a představy o podstatě bytí. Krišnamurti od svých posluchačů nevyžadoval slepé následování a učení se prázdným formulím, ale pouze pochopení. Dle jeho učení předpokladem opravdového pochopení je uvolnění tvořivé intuitivní činnosti ukryté v hlubině mysli.
Krišnamurtiho filozofie byla a je na západě populární, jelikož do určité míry připomíná evropský existencializmus a Krišnamurti při svých výkladech používal pojmy běžné mluvy a vyhýbal se jakýmkoli náboženským a filozofickým termínům. Přesto je naprosto zřetelné, že jeho učení vychází ze starobylých tradic východního náboženského myšlení jako je buddhismus a učení raných upanišad.

### Citáty
- "Není měřítkem zdraví dokázat se přizpůsobit těžce nemocné společnosti"
- "Člověk s materiálním bohatstvím, ani ten, který má bohaté znalosti a víru, nikdy nepozná nic jiného než tmu a bude šířit nepokoj a utrpení."
- "Ctnostný člověk je spravedlivý a ten nikdy nemůže pochopit, co je to pravda."

### Dílo
- Svoboda na počátku i na konci
- Vnitřní revoluce